# 天田俊明
天田 俊明（あまだ としあき、1934年〈昭和9年〉8月22日 - ）は、日本の俳優、声優。

## 来歴
群馬県伊勢崎市出身。群馬県立前橋高等学校卒業。1954年、ドラマグループ21世紀所属。1958年、TBS放送劇団6期生。1960年にフリーランスとなり、富士放送プロに所属。代表作『七人の刑事』初代メンバーの最後の存命者。
長男は俳優の天田暦。お笑いコンビ「(株)あまつか笑事」（2013年解散）の天田太郎は甥にあたる。叔父は図案家の小和田倉司。
俳優の他に声優として吹き替えも担当、ジョン・ヴォイトが持ち役である。
『七人の刑事』で共演した堀雄二のことを実の親父のように慕っていたという。

## 出演

### テレビドラマ
- 「七人の刑事」シリーズ（TBS） - 久保田
  - 旧シリーズ（1961年 - 1969年）
  - 新シリーズ（1978年 - 1979年）
  - 七人の刑事 最後の捜査線（1998年）
- 続アッちゃん 第24話 「小さな小さなしんせつ」 （1966年、日本テレビ）
- 風 第4話「海賊と宝と青春と」（1967年、TBS）
- プレイガールシリーズ（東京12チャンネル）
  - プレイガール
  - 第77話「男と女の夜のお話」（1970年）
  - 第135話 「残された二人」（1971年）
  - プレイガールQ (東京12チャンネル）
    - 第2話「禁じられた恋人」（1974年） - 小芝達夫　※天田俊昭名義
    - 第16話「ゴルフ場の謎の怪事件」（1975年） - 若槻良一
- 愛の劇場（TBS）
  - 愛の荒野（1970年）
  - わが子よIII（1983年）
  - 誘惑（1987年） - 杉田
  - 大好き!五つ子シリーズ（1999年 - 2009年） - 楠健一
    - なお、天田演じる楠健一はパート1で病死しており、以降のシリーズは遺影と回想シーンのみの登場である。

  - すずがくれた音（2004年） - 風祭忠介
- 明智小五郎 江戸川乱歩劇場 第15話「怪人二十面相」（1970年、東京12チャンネル）
- 日本怪談劇場　第7話「四谷怪談　水草の巻」（1970年 東京12チャンネル） - 与茂七
- 大忠臣蔵（1971年、NET） - 上杉綱憲
- ナショナルゴールデン劇場「葦の浮舟」（1971年、NET）
- 人形佐七捕物帳 第24話「怪談猫屋敷」（1971年、NET / 東宝） - 北村源之進
- 特別機動捜査隊 （NET）
  - 第553話「悪魔の囁くとき」（1972年） - 小杉
  - 第679話「渇いた道」（1974年） - 藤井
- ジャンボーグA （1973年、毎日放送） - 立花信也
  - 第1話「エメラルド星からの贈り物」
  - 第44話「妖怪ロボット・地獄の鏡」
- 太陽にほえろ!（日本テレビ）
  - 第38話「オシンコ刑事誕生」（1973年） - 緒方正一
  - 第211話「待伏せ捜査」（1976年） - 神山実
- 風の中のあいつ 第8話「さらば、愛しき人よ」（1973年、TBS）
- 必殺仕掛人 第23話「おんな殺し」（1973年、朝日放送 / 松竹） - 板前の新八
- 新・細うで繁盛記（1973年、よみうりテレビ）
- 白い滑走路（1974年、TBS）
- プレイガールQ (東京12チャンネル）
  - 第2話「禁じられた恋人」（1974年） - 小芝達夫
  - 第16話「ゴルフ場の謎の怪事件」（1975年）
- SFドラマ 猿の軍団（1974年、TBS / 円谷プロ） - 榊良太郎
- うしろの正面（1975年、NET） - 蒲田
- 燃える捜査網 第12話「土曜日を待て!」（1976年、NET） - 前原
- 非情のライセンス 第2シリーズ 第67話「兇悪のプライバシー」（1976年、NET） - 富山進一
- 隠し目付参上 第11話「天一坊がまた出たか!?」（1976年、毎日放送） - 水野出羽守
- 愛のサスペンス劇場「裁きの夏」（1976年、日本テレビ）
- 五街道まっしぐら! 第10話「鉄の爪に泣く姫の恋」（1976年、NET）
- 人形佐七捕物帳 第19話「贋金を裂く仮親子」（1977年、テレビ朝日）
- 土曜ワイド劇場（テレビ朝日）
  - 森村誠一の殺意の重奏（1978年） - 佐野課長
  - 結婚しない女 死の羽田発397便（1980年） - 八杉刑事
  - 市毛良枝の美女探偵シリーズ 第6作「セールスレディ連続殺人事件」（1991年） - 中屋総太郎
  - 混浴露天風呂連続殺人 第11作（1992年） - 村上圭次郎
  - 牟田刑事官事件ファイル 第17作「能登-ヨコハマ四重殺人」（1992年） - 君津信二
- 黄金の犬（1980年、日本テレビ） - 北森数重
- 特捜最前線 第182話「海の底から来た目撃者!」（1980年、テレビ朝日）
- それゆけ!レッドビッキーズ（1980年、テレビ朝日） - 星野
- ザ・ハングマンシリーズ（朝日放送）
  - ザ・ハングマン 第47話「生か死か!? ドラゴン危うし」（1981年） - 西田健太郎
  - ザ・ハングマン6 第9話「プッツン夫婦が離婚劇大作戦!」（1987年） - 松谷弁護士
- 火曜サスペンス劇場（日本テレビ）
  - わが子よ、眠れ!（1981年）
  - 水の魔法陣（1982年）
  - 極刑（1982年） - 刑事
  - 重婚（1983年）
  - 朝まで待てない（1983年）
  - 行きずりの殺意（1984年）
  - 女たちは一度勝負する（1989年） - 野坂
  - 赤いコートの女（1990年）
  - ルノアール名画殺人事件（1991年）
  - 刑事・鬼貫八郎（1993年 - 2005年） - 黒川利夫
  - 女監察医 室生亜季子14「震える海」（1993年） - 北原文夫
  - 夜の事情（1994年） - 鈴村
  - 犯罪心理分析官（1994年） - 刑事課長
  - 刑事（1997年） - 志村捜査一課長
  - 取調室6（ 1997年）- 滝口捜査本部長
- さよならを教えて（1983年、TBS） - 矢沢征二
- 遠山の金さん 第1シリーズ 第49話「大逆転! 泥棒になった遠山桜」（1983年、テレビ朝日 / 東映） - 村井信道
- 月曜ワイド劇場「今、いじめが爆発する!」（1985年、テレビ朝日）
- 女ふたり捜査官 第5話「不倫で稼ぐ美人家庭教師」（1986年、朝日放送 / テレパック）
- ドラマ女の手記「いのちください」（1986年、テレビ東京） - 医師
- 銭形平次 第3話「人情・迷子札」（1987年、日本テレビ） - 園山若狭守
- 男と女のミステリー（フジテレビ）
  - OL三人旅シリーズ 第4作「台湾湯けむりツアー」（1988年） - 寺沢
- 吉野物語（1988年 - 1989年、よみうりテレビ）
- いとしの婿どの（1989年、東海テレビ）
- 大空港'92 第2話「北ウイングで待つ女 1011便緊急着陸!」（1992年、テレビ朝日）
- 約束の夏（1992年、東海テレビ）- 野々村清一郎
- 課長島耕作（1993年 ‐ 1998年、フジテレビ） ‐ 福田義治
- 名奉行 遠山の金さん 第5シリーズ 第18話「外国船に潜入した女」（1993年、テレビ朝日） - 西国屋甚兵衛
- 金田一耕助の傑作推理 悪魔の唇（1994年、TBS）
- 輝く季節の中で（1995年、フジテレビ）
- 愛と罪と（1995年、東海テレビ） - 大町一馬
- ウルトラマンダイナ（1997年 - 1998年、毎日放送） - フカミ・コウキ総監
- 幸せづくり（1999年、東海テレビ）
- 女と愛とミステリー 旅情サスペンス「伊豆・金沢犀賀焼殺人事件」（2003年、テレビ東京） - 横山幸之助
- ハンチョウ〜神南署安積班〜 第10話（2009年、TBS） ‐ 塚原正一
- 松本清張生誕100年スペシャル 中央流沙（2009年、TBS） - 山脇茂介

### 映画
- ひばりの佐渡情話（1962年、東映）
- 七人の刑事（1963年、松竹）
- 七人の刑事 女を探がせ（1963年、松竹）
- 東京オリンピック音頭 恋愛特ダネ合戦（1963年、松竹）
- 幕末（1970年、中村プロダクション）
- あさき夢みし（1974年、中世プロ / ATG
- ファイナル・スキャンダル 奥様はお固いのがお好き（1983年、にっかつ）
- 走れジュリー（1989年、イブ・ジャパン）
- 明日に羽ばたく（1990年、伊勢崎市・毎日映画社、市政映画） - ナレーター[1]
- ウルトラマンティガ&ウルトラマンダイナ 光の星の戦士たち（1998年、松竹） - フカミ・コウキ総監
- 宣戦布告（2002年） - 小池政明
- 母のいる場所（2003年、パオ）
- 亡国のイージス（2005年、日本ヘラルド映画 / 松竹） - 木島祐孝

### 舞台
- 阿修羅のごとく

### 吹き替え

#### 俳優
- ジョン・ヴォイト
  - オデッサ・ファイル（ペーター・ミラー）
  - コンラック先生（パット・コンロイ）
  - 脱出（エド・ジェントリー）
  - チャンプ（ビリー・フリン）

#### 洋画・海外ドラマ
- インナースペース（ジャック・パター：マーティン・ショート）1987年ワーナー・ブラザース　※マーケット・リサーチ版
- かわいい魔女ジニー（トニー(アンソニー)・ネルソン少佐：ラリー・ハグマン）※第1話のみ 1965年NBCテレビ(1966年NET(現テレビ朝日))
- 人造人間クエスター（研究員ジェリー・ロビンソン：マイク・ファレル）1973年NBCテレビ(1977年NHK総合テレビ)
- 怒りの爆破（フィル・マンガー：ヴィック・モロー）1971年(製作は1969年)NBCテレビ(1973年NHK総合テレビ)
- アリゾナ・トム（トム・ブルースター：ウィル・ハッチンス）1957年朝日放送(1960年NHK総合テレビ 全69話中、第1話から第12話まで)
- 夜間捜査官ホーク（ジョン・ホーク警部補：バート・レイノルズ）1966年朝日放送(1967年NET(現テレビ朝日))
- ブルーライト作戦 パイロット版（デビッド・マーチ：ロバート・グーレ）1966年朝日放送(1966年TBS)
- 戦う若者たち（キンケード：アラン・ラッド）1960年ヘラルド映画(1973年日本テレビ)
- マラカイボ大要塞（アラン・ドレーク：ハンス・フォン・ボルソディ）1961年イタリフィルム(1974年TBS)
- 名探偵ポワロ 第4シーズン 第33話 愛国殺人（銀行頭取 アリステア・ブラント：ピーター・ブライス）1992年ITV(1992年NHK総合テレビ)
- 刑事コロンボ 第2シーズン 第15話 溶ける糸（外科医 バリー・メイフィールド：レナード・ニモイ）1973年NBCテレビ(1973年NHK総合テレビ)
- 警部マクロード 第3シーズン 第18話 セントラルパークの対決（ブラッドフォード・ディルマン）1975年NBCテレビ(1975年NHK総合テレビ)
- 警部マクロード 第5シーズン 第32話 空中大追跡SOS（ヴィンセント・バーンズ：クリストファー・ジョージ）1975年NBCテレビ(1975年NHK総合テレビ)
- 警察署長（ジョージア州副知事 ビリー・リー：スティーヴン・コリンズ）1983年CBS放送(1985年NHK総合テレビ) テレビドラマ
- 名探偵登場～ルーク教授「ロンドン殺人事件」　(ルーク　: ビル・ビクスビー) (1991年NHK)
- 弁護士ジャッド　「若い帝王」(アーチ<ロバート・ライオンズ>) (1970年NHK)
- 危険な脚色　(<テッド・ベッセル>)(1975年NHK)
- 原潜ポラリスS.O.S　(ローレンス<ロバート・ワグナー>)(1975年NHK)
- 探偵キャノン「第7の墓標」(キグレイ<バーリー・ネルソン>)(1975年NHK)
- アイスホッケー殺人事件　(ジェリー・ミラー<マイケル・モリアーティ>)(1980年NHK)
- ふたりのカリフォルニア　(マイク<チャールズ・グロディン>)(1981年NHK)
- 結婚の法則　(アラン<マイケル・マーフィ>)(1983年NHK)
- 蛇女の脅怖（TV放映時題名：吸血蛇女の恐怖）（ハリー・ジョージ・スポルディング：レイ・バレット）1966年ハマー・フィルム（1970年NET）
- 私は犯された/エレイン夫人の裁判（デヴィッド・ハロッド〈ロニー・コックス〉）※NET版

### バラエティ
- クイズタイムショック（テレビ朝日）
- すばらしき仲間（中部日本放送）
- クイズ面白ゼミナール（NHK総合）
- 今日もワクワク（日本テレビ）
- TOKYO午後3時（テレビ朝日） - 司会
- 週刊お宝TV（NHK-BS2）
- 土曜スペシャル（テレビ東京）
- 岡本綾子のNECスーパーゴルフ（テレビ東京）
- ゴルフだよ人生は（テレビ東京）
- ゴルフリレーマッチ（テレビ東京）

### ラジオ
- あおぞらワイド（ニッポン放送）月曜パーソナリティー

### CM
- 日本製粉